# 1929 v loďstvech
Tento článek obsahuje významné události v oblasti loďstev v roce 1929.

## Lodě vstoupivší do služby
- 22. října –  HNLMS Van Galen (1927) – torpédoborec třídy Admiralen
- 1. listopadu –  Kaga – letadlová loď